# Hoogspanning (hoorspel)
Hoogspanning is een hoorspel van Luigi Squarzina. Il pantographo werd in 1958 door de Radiotelevisione Italiana uitgezonden en onder de titel Der Unfall was het op 27 januari 1959 op de Südwestfunk te horen. Dogi Rugani vertaalde het en Léon Povel regisseerde de Nederlandse versie die op 10 januari 1960 door de KRO werd uitgezonden. Ze duurde 59 minuten.

## Rolbezetting
- Frans Somers (Quinto als verteller)
- Jaap Hoogstraten (Quinto als jongen)
- Constant van Kerckhoven (Attanazzi)
- Wam Heskes (Giuffre)
- Tonny Foletta (Ostinelli)
- Thom Hakker (een baanwachter)
- Dick Scheffer (Manlio)
- Donald de Marcas (een nachtwaker bij het bouwwerk)
- Sylvain Poons (de controleur bij de spoorwegwerkplaats)
- Wiesje Bouwmeester (de vrouw van Ostinelli)
- Ko van den Bosch & Rien van Noppen (leden van de commissie van onderzoek)
- Alex Faassen jr. (een voorbijganger)

## Inhoud
Quinto, het net twintigjarige hulpje van een overwegwachter, heeft uitzicht op een verantwoordelijke baan in het station van Siena. Nu valt het hem in, dat hij reeds als vijftienjarige ervaren had, wat verantwoordelijkheid kan betekenen. Hij denkt daaraan terug en in zijn verhaal worden scènes van toen ingelast. Destijds was hij leerling bij een groep spoorwegelektriciens. Vooral voor de energieke Attanazzi, de ploegbaas, had hij veel respect. Verder waren er nog de bangelijke oude Giuffre en een arbeider, Ostinelli, die door de ontrouw van zijn vrouw zwaarmoedig was geworden. De mannen, allemaal arm, verrichtten karweitjes (deels tijdens de dienst, deels zelfs met materiaal van de spoorweg). Ze waren bezig in een flatgebouw, waar ze in vier badkamers warmwaterinstallaties inbouwden. Daarbij werd Ostinelli, die - in gedachten verzonken - niet oplette, geëlektrocuteerd. Zwart en verbrand lag hij daar, één oog uit de oogkas gedrukt. Attanazzi besefte, dat vrouw en kinderen van de dode onder deze omstandigheden geen uitkering van de verzekering mochten verwachten. De mannen stelden mevrouw Ostinelli op de hoogte van het verschrikkelijke ongeluk, ze trokken de dode in plaats van zijn verdacht natte, met cement besmeurde kledij een droog werkpak aan en brachten hem dan, als ware het ongeval tijdens de dienst gebeurd, in de schemering heimelijk naar de stroomafnemer van een elektrische locomotief en hingen hem daar in de stroomketen. Quinto moest dit alles niet alleen zwijgend meebeleven, maar moest ook het alarm onderbreken, tot alles bedrieglijk precies was geregeld. Pas dan liet hij ze rinkelen en schreeuwde om hulp. Voor het gerecht zei hij wat Attanazzi hem voordien had bijgebracht. Hij zou het voorval in al zijn details nooit meer vergeten, maar na vijf jaar stelt hij nog vast: „Het moest gedaan worden, zelfs tegen de wet in, omdat het namelijk niet juist is zich te schikken in alle wetten zoals ze zijn, zolang niet één ervan zegt wat een man, die na een moeitevol leven sterft, had kunnen doen om zeker te zijn dat hij de kinderen die hij voortbracht een paar duiten achterlaat...“